# اسنوتاون، استرالیای جنوبی
اسنوتاون (به انگلیسی: Snowtown) یک شهرک در استرالیا است که در استرالیای جنوبی واقع شده‌است.